# 아부쿠마강
아부쿠마강(일본어: 阿武隈川 아부쿠마가와[*])은 일본 후쿠시마현 및 미야기현을 흐르는 강이다. 총 길이는 234 km로 도호쿠 지방에서 2번째, 일본에서 6번째로 길다. 유역면적은 5,390 km2이고 약 120만 명이 이곳에 살고 있다.
나스다케의 꼭대기에서 발원하고 오우산맥과 아부쿠마 고지에서 흘러 온 지류들과 합류해 주요 강으로서 태평양으로 흘러 들어간다. 아부쿠마강은 후쿠시마현 나카도리 지방의 시라카와시, 스카가와시, 고리야마시, 니혼마쓰시, 후쿠시마시를 지나며 북쪽으로 흐른다. 강은 니혼마쓰와 후쿠시마 사이에서 호라이쿄로 불리는 깊은 계곡을 형성한다. 아부쿠마강은 아부쿠마 고지의 북쪽 가장자리를 가로질러 미야기현의 가쿠다시를 거치고 이와누마시, 와타리정의 경계를 이루며 태평양에 도달한다.